# 丹墀弟梶
丹墀 弟梶（たじひ の おとかじ）は、平安時代初期から前期にかけての貴族。官位は従五位上・周防守。

## 経歴
仁明朝末の嘉祥2年（849年）従五位下・周防守兼鋳銭使長官に叙任される。斉衡3年（856年）2月に民部少輔として京官に復すが、早くも4月には讃岐権介として地方官に転じる。翌天安元年（857年）讃岐介に昇格する。
清和朝の貞観3年（861年）正月に大蔵少輔に任ぜられるが、翌月の2月には二度目の周防守に任ぜられ、4月にも同じく二度目の鋳銭長官を兼ねる。貞観6年（864年）従五位上に昇叙された。

## 官歴
『六国史』による。
- 時期不詳：正六位上
- 嘉祥2年（849年） 正月7日：従五位下。正月13日：周防守。4月20日：兼鋳銭使長官
- 斉衡3年（856年） 2月8日：民部少輔。4月8日：讃岐権介
- 天安元年（857年） 6月1日：讃岐介
- 貞観3年（861年） 正月13日：大蔵少輔。2月25日：周防守。4月9日：兼鋳銭長官
- 貞観6年（864年） 正月7日：従五位上